# Castello Tesino
Castello Tesino är en ort och kommun i provinsen Trento i regionen Trentino-Sydtyrolen i Italien. Kommunen hade 1 187 invånare (2018).